# Lovington, Novi Meksiko
Lovington je grad u okrugu Leaju u američkoj saveznoj državi Novom Meksiku. Prema popisu stanovništva SAD 2010. u ovdje je živjelo 11.009 stanovnika. Sjedište je okruga.

## Zemljopis
Nalazi se na 32°56′47″N 103°21′13″W / 32.94639°N 103.35361°W (32.946459, -103.353618). Prema Uredu SAD-a za popis stanovništva, zauzima 12,4 km2 površine, 12 suhozemne, a 0,1 pod vodom.

## Stanovništvo
Prema podatcima popisa 2000. u Lovingtonu bilo je 9471 stanovnik, 3297 kućanstava i 2459 obitelji, a stanovništvo po rasi bili su 59,85% bijelci, 3,03% afroamerikanci, 0,78% Indijanci, 0,48% Azijci, 0,06% tihooceanski otočani, 32,74% ostalih rasa, 3,06% dviju ili više rasa. Hispanoamerikanaca i Latinoamerikanaca svih rasa bilo je 52,12%.